# Lithocarpus leucodermis
Lithocarpus leucodermis är en bokväxtart som beskrevs av W.Y.Chun och Cheng Chiu Huang. Lithocarpus leucodermis ingår i släktet Lithocarpus och familjen bokväxter. Inga underarter finns listade.